# Lex Frisionum
Lex Frisionum (på dansk Frisisk Lov) er en samling af frisiske retsforskrifter fra begyndelsen af 800-tallet, som Karl den Store gav friserne, efter at kystområdet mellem Rheinen og Weseren kom under frankisk styre i slutningen af 700-tallet. Den er den ældste bevarede optegnelse af frisisk ret. I loven indgik en række ældre nedarvede retsregler. Frisisk Lov er affattet på latin.
Karl den Store gav også andre germanske stamme som sakserne (Lex Saxonum) og de thüringske stammer (Lex Thuringorum) landskabslove og markerede sig dermed som en af historiens store lovgivere.